# Acanthoscurria cunhae
Acanthoscurria cunhae é uma espécie de aranha pertencente à família Theraphosidae (tarântulas). Essa espécie de tarântula foi descrita por Mello-Leitão em 1923.

## Outros
Lista das espécies de Theraphosidae (Lista completa das Tarântulas.)